# 디펜스 더비

디펜스 더비(Defense Derby)는 Rising Wings에서 개발한 모바일 타워 디펜스 전략 PVP 게임이다. 4명의 플레이어가 실시간으로 베팅을 통해 카드를 획득하고, 획득한 카드로 덱을 구성하여 쳐들어오는 몬스터로부터 가장 마지막까지 자신의 캐슬을 지킨 플레이어가 승리하는 식으로 게임이 진행된다. 종족과 속성이 다른, 각기 다른 컨셉을 가진 카드가 존재하며, 해당 카드들의 성장과 조합을 통해 다채로운 전략을 구상하여 본인만의 덱을 구성하고, 몬스터로부터 캐슬을 수호할 수 있다.

## 게임 플레이
플레이어들은 각각 독특한 유닛과 영웅 카드를 수집하고 업그레이드 수 있다. 수집한 카드들은 플레이어가 다양한 게임 모드에서 사용하는 덱을 구성하는데 사용된다.
주요 게임 모드인 "더비"는 네 명의 플레이어가 실시간으로 대결하여 괴물과 보스의 공격에서 자신의 성을 보호한다. 이 공격의 난이도는 점차 증가하며, 플레이어들의 전략적 능력을 시험하는 게임이다. 웨이브가 끝날 때마다, 플레이어들은 입찰 시스템을 통해 새로운 유닛을 모집할 수 있고, 가장 많은 더비칩을 베팅하는 플레이어가 유닛을 획득한다.

유닛은 3x3 크기의 보드 위에 영웅과 함께 배치될 수 있다. 유닛의 배치는 전투 타입과 종족에 따라 다른 유닛과 시너지가 생길 수 있기 때문에 중요한 요소이다. 한 플레이어가 남아서 우승할 때까지 게임은 계속 진행된다.

더비 모드 외에도, '디펜스 더비'는 거의 2,000개의 스테이지를 가진 "블리츠 모드", 생존 모드, 비 PvP 모드도 제공된다.

## 개발
디펜스 더비는 아처리킹, 볼링킹, 미니골프킹 그리고 골프킹: 월드투어와 같은 모바일 타이틀로 유명한 개발 스튜디오인 RisingWings가 개발하고 있다. 디펜스 더비의 첫 사전 테스트는 2022년 9월 15일부터 9월30일까지 진행했다.
또한, 2023년 4월27일부터 5월11일까지 사전 체험 테스트가 한국, 대만, 홍콩, 인도, 태국 등의 선정 지역에서 안드로이드 기기를 대상으로 진행했다.